# Akcje w wolnym obrocie
Akcje w wolnym obrocie (ang. free float) – ustala się jako stosunek liczby akcji znajdujących się poza posiadaniem dużych inwestorów, niebędących także akcjami zastrzeżonymi (ang. restricted stock), oraz liczby akcji ogółem. Inaczej – wszystkie wolnodostępne akcje znajdujące się w obrocie publicznym.
W szczególności free float lub public float definiuje się jako wszystkie będące w posiadaniu inwestorów akcje, inne niż:
- akcje inwestorów posiadających powyżej 5% akcji przedsiębiorstwa (inwestorzy instytucjonalni, „strategiczni”, założyciele przedsiębiorstwa, jego władze wykonawcze oraz inni insiderzy),
- akcje zastrzeżone (przyznawane menedżerom spółki, którzy mogą, ale wcale nie muszą być zarejestrowanymi insiderami),
- akcje insiderów (zakłada się, że przetrzymują oni akcje długoterminowo).

Za akcje w wolnym obrocie, niezależnie od ich udziału w akcjach ogółem, uznaje się: akcje będące w posiadaniu funduszy inwestycyjnych i emerytalnych oraz instytucji finansowych zarządzających aktywami oraz akcje objęte programami emisji kwitów depozytowych.
Free float uważany jest za jedno z najważniejszych kryteriów wyceny akcji na giełdzie. Z kolei terminem „wprowadzać spółkę na giełdę” (ang. to float a company) określa się tzw. IPO (ang. initial public offering, inaczej flotation).